# Free-for-All
Free-for-All ist das zweite Soloalbum des US-amerikanischen Rockmusikers Ted Nugent. Es erschien 1976 und war das erste Album von Ted Nugent, das mit Platin ausgezeichnet wurde.
Leadsänger Derek St. Holmes verließ die Band im Laufe der Aufnahmen für dieses Album auf Grund persönlicher Konflikte mit Nugent. Als weiteren Grund nannte er die Richtung, in die die Produktion des Albums verlief.
Holmes sang bei den Titeln Turn It Up, Light My Way, Dog Eat Dog sowie bei einer alternativen Version von Street Rats, die bis zur 1999er Epic/Legacy-Neuveröffentlichung des Albums unveröffentlicht blieb.
Als Ersatz für Holmes überredete Produzent Tom Werman einen (zu dieser Zeit noch) unbekannten Sänger namens Meat Loaf, den Gesang bei einigen Liedern zu übernehmen. Dies betrifft unter anderem die Titel Writing on the Wall, Street Rats, Together, Hammerdown und I Love You So I Told You a Lie. Nugent selbst hat den Titelsong des Albums gesungen. Holmes kehrte nach Veröffentlichung des Albums zur folgenden Tour zur Gruppe zurück.
Auch ohne St. Holmes konnte Ted Nugent mit Free-for-All seinen kommerziellen Erfolg festigen.

## Titelliste
1. Free-for-All – 3:20
2. Dog Eat Dog – 4:02
3. Writing on the Wall – 7:08
4. Turn It Up – 3:36
5. Street Rats – 3:36
6. Together – 5:52
7. Light My Way – 3:00
8. Hammerdown – 4:07
9. I Love You So I Told You a Lie – 3:47